# Хосрех
Хосрех — село в Кулинском районе Дагестана.
Образует сельское поселение село Хосрех как единственный населённый пункт в его составе.

## Географическое положение
Село расположено в 11 км к югу от районного центра села Вачи, в месте слияния рек Чаранних и Виралю. Хосрех расположен на юге Кулинского района Дагестана, в пределах высоких гор — Дюльтыдаг (4131 м), Кокмадаг (4073 м) и Щунудаг (2059 м). Другие многочисленные вершины именуются на лакском как Ттукку кьутӏу, Лухӏи зурузайн, Лахъи бакӏу, Бярта, Мурчахъа, Ччинну-хъара, Ттухъа, Ятӏуахъа, Уттакку, Жалун, Хӏучӏул бакӏу, Ххюлу бакӏу.
Ближайший населённый пункт — Кули.

## Этимология
Дословно название села «Хъусращи» означает: «хъус» — богатство, величие; «щи» — село, местность. Слово «хъус» по-лакски может преобразоваться в слово «хъусравсса» (богатый, великий), которое связывается с среднеперсидским «хусрав», означающим титул правителя Персии VI в. Хосрова Ануширвана, с тем же значением. Таким образом село Хосрех на лакском означает село Хосрова. Лавров писал: «Любопытно, что Вачи и ближайшие к нему селения — Сумбатль (Сумбатӏуль) и Хосрек (Хъусращи) — носят имена средневековых персидских и албанских деятелей — Ваче, Сумбата и Хосрова».

## История
Хроника Дербенд-наме сообщала, что Хосров I строил города и крепости на территории Дагестана. Так, Хосров Ануширван «построил город в Кумуке и назначил [там] правителя из своего рода». В этом тексте «Кумук» в тюркском произношении означает Кумух как наименование княжества. Хосрех или Хъусращи, то есть город Хосрова в понимании лакцев представлял собой крепость, построенную Хосровом Ануширваном, где располагалась резиденция правителя Лакии. Хосрех, следовательно, был древней столицей лакцев, наряду с Кумухом.
Хосрех — один из исторически сложившийся раятских сёл Лакии. Причиной послужила насильственная закабаления свободных общинников со стороны ханов. Жители Хосреха находились в феодальной зависимости от Кази-Кумухских ханов, составляя сословие кулов, то есть рабов. Так же проживали сословия чанков и узденей. После ликвидации ханства по посемейной переписи 1886 года в селе проживало 7 хозяйств чанков, 5 из них платили подать.
В 1741 году у села Хосрех в сражении с Надир-шахом было разбито войско Сурхай-хана I. В 1770 году Мухаммад-хан, укрепившись в Хосрехе, отразил нападение армии Кубинского ханства. В 1812 году генерал Хатунцев во главе российской армии предпринял военный поход против Сурхай-хана II, но под Хосрехом генерал Хатунцев понес большие потери и отступил. В 1820 году генерал Мадатов совершил грандиозное нашествие на Хосрех. Артиллерийским огнём генерал Мадатов преодолел оборону Сурхай-хана II и захватил Хосрех.
Село семь раз подвергалось нападениям войск имама Шамиля. Нападали с юго-запада. На северной стороне села была крепость «Бала-къала», с круговыми амбразурами для обстрела и защиты. В селении также были 4 оборонительные башни (къаларду).
с 1860 года в составе Аштикулинского наибства Кази-Кумухского округа.

## Население
| 1888  | 1895  | 1926  | 1939  | 1959  | 1970  | 1989  |
| ----- | ----- | ----- | ----- | ----- | ----- | ----- |
| 1631  | ↗1733 | ↘1521 | ↗2161 | ↘1986 | ↗2495 | ↘1742 |
| 2002  | 2010  | 2012  | 2013  | 2014  | 2015  | 2016  |
| ↗1780 | ↘1630 | ↘1595 | ↘1578 | ↘1543 | ↘1536 | ↘1524 |
| 2017  | 2018  | 2019  | 2020  | 2021  | 2023  | 2024  |
| ↘1507 | ↘1490 | ↗1507 | ↗1518 | ↗1567 | ↗1579 | ↗1594 |
| 2025  |       |       |       |       |       |       |
| ↗1603 |       |       |       |       |       |       |